# Ulmas
Ulmas je říčka na území Regionálního parku Němenské delty, na ostrově Rusnė. Teče směrem severozápadním. Ústí do řeky Vilkinė a vzápětí do ramene delty Němenu Atmata. Tato říčka má značné množství drobných, často několikanásobně větvených přítoků, větší z nich jsou Palaukys a Dumblė zdrojem vody všech těchto přítoků i řeky samotné jsou spodní vody prosakující z ramen delty Němenu, ponejvíce z Rusnaitė a Atmaty. Na jejím pravém břehu, za soutokem s Palaukysem a Vilkinė je Uostadvarský maják s rozhlednou, zde ji překlenuje také přečerpávací stanice a v jejich blízkosti je Uostadvarský přístav.

## Ulmas na mapě
| DELTA NĚMENU Atmata Atšakėlė Aukštumala Aukštumalos protaka Bevardis Bevardė Briedžių Dumblė Kadaginis Kiemo Kniaupas Krokų Lanka Kubilių Kurský záliv Leitė Minija Naikupė Pakalnė Palankys Záliv Prūsinė Purvalankis Ragininkų Rindos šaka Záliv Rindutė Rusnaitė Rusnė (Němen) Rusnė Senoji Skirvytė Skatulė Skirvytė (Severnaja) Šakutė Záliv Šilinė Šventos Elenos Šyša Šyškrantė Tiesioji Trušių Ulmas Uostadvaris Duobelė Upaitis Vidujinė Vikis Vilkinė Vilkinės Vito Vorusnė Voryčia Vytinė Vytinės Uostas Zingelinė |